# Lago Pirehueico
Lago Pirehueico är en sjö i Chile.   Den ligger i regionen Región de Los Ríos, i den södra delen av landet, 700 km söder om huvudstaden Santiago de Chile. Lago Pirehueico ligger 602 meter över havet. Arean är 28,3 kvadratkilometer. Den sträcker sig 17,4 kilometer i nord-sydlig riktning, och 14,1 kilometer i öst-västlig riktning.
I omgivningarna runt Lago Pirehueico växer i huvudsak blandskog. Runt Lago Pirehueico är det glesbefolkat, med 11 invånare per kvadratkilometer.